# مانیفستی برای ارزیابی مجدد سنت‌شناسی و بازسازی فرهنگ چینی
مانیفستی برای ارزیابی مجدد از سینولوژی و بازسازی فرهنگ چینی (چینی 為中國文化敬告世界人士宣言؛ به انگلیسی: A Manifesto for a Re-appraisal of Sinology and Reconstruction of Chinese Culture)، همچنین با عنوان «مانیفستی به مردم جهان از طرف فرهنگ چینی» ترجمه شده‌است.) مقاله‌ای است که در سال ۱۹۵۸، در چین و تایوان منتشر شد. نویسندگان جمعی این مقاله شامل کارسون چانگ (ژانگ جونمی)، تانگ چون-آی (تانگ جونی)، مو سونگ سان (مو زونگسان) و هسو فو کوان (زو فوگوان)، از دانشمندان «نئوکنفوسیوسیسم» و دانشجویان برجسته شیونگ شیلی بودند.

## اهداف
این مقاله اولین بار در مجلات نقد دموکراتیک و رنسانس ملی منتشر شد. هدف آن آموزش مردمان غربی با روش‌های قدردانی از فرهنگ چینی بود. مانیفست نقطه شروع مهمی برای نئوکنفوسیوسیسم بود و درحالی‌که اهمیت آن نسبت به ایدئولوژی مورد بحث است، انسجام مقاله منجر به هویت مشترک و احیای اندیشه کنفوسیوس شد. بسیاری از دیدگاه‌های فردی این چهار محقق متفاوت بود، اما این مقاله یک «اعتقاد مشترک» از سوءتفاهم‌های مرتبط با فرهنگ چینی که توسط تاریخ و اندیشه‌های غربی روایت می‌شود، صادر کرد. در رد غربی‌سازی، این مقاله «مجازاتی برای ارزش‌های فرهنگی چینی در صحنه جهانی می‌طلبد». این مقاله روشی جدید و مناسب را برای پیگیری مطالعه سینولوژی بیان می‌کند و فرهنگ چینی را از دیدگاه تجربه به‌جای دیدگاه آکادمیک توضیح می‌دهد. در خلاصه سرینا چان، مانیفست از «گفتمان ملی‌گرایانه فرهنگی پسااستعماری برای برابری فرهنگی بین چین و غرب در بحبوحه تداوم تسلط فرهنگی اروپا-آمریکایی حمایت می‌کند… این سند برای حرکت دادن گفتمان ملی‌گرایانه فرهنگی هان چینی به یک عرصه جهانی، تصوری برای رقابت ایدئولوژیک بین فرهنگ چین و غرب عمل کرد.»